# Ситник Катерина Миколаївна
Катерина Миколаївна Ситник (?, село Василівка, тепер село Нововасилівка Новобузького району Миколаївської області) — українська радянська діячка, новатор сільськогосподарського виробництва, ланкова колгоспу імені Москаленка Новобузького району Миколаївської області. Депутат Верховної Ради УРСР 6-го скликання.

## Біографія
Народилася в селянській родині. Рано залишилася без батьків. Виховувалася у дитячому будинку при колгоспі «Рекорд» Єланецького району Миколаївщини. Закінчила семирічну школу.
З 1930-х років — робітниця будівельної організації на Сухому Фонтані міста Миколаєва; робітниця Миколаївського хлібозаводу.
Під час німецько-радянської війни залишилася на окупованій німецькими військами території, жила у селі Василівці Миколаївської області.
З 1944 року — колгоспниця, з 1960 року — ланкова другої бригади колгоспу імені Москаленка села Вільне Запоріжжя Новобузького району Миколаївської області. Збирала високі врожаї кукурудзи, цукрових буряків та конопель.